# Vojtěch Frič (právník)
Vojtěch Frič (8. prosince 1844 Praha-Nové Město – 12. října 1918 Praha) byl český právník, zemský advokát, člen městské rady a místostarosta Sokola.

## Život
Vystudoval na staroměstském gymnáziu, cestoval po Německu, Francii a Švýcarsku, pak studoval práva na pražské univerzitě a roku 1870 zde promoval. Pracoval jako koncipient v kanceláři svého otce, Josefa Františka Friče, od roku 1878 provozoval samostatnou kancelář. Už jako student byl činný v různých spolcích, v pražském Sokole se stal pobočníkem Jindřicha Fügnera. Od roku 1893 byl zvolen členem městského zastupitelstva a městské rady, byl také členem správních a dozorčích rad různých škol a veřejně prospěšných nadací.

### Rodinný život
Jeho manželkou byla Růžena (Rosalie), rozená Švagrovská (1851–??), sestra mecenáše umění Augusta Švagrovského. Manželé Fričovi měli syny Vojtěcha a Martina a dcery Růženu (zemřela předčasně) a Johanu.